# 2085 Henan
A 2085 Henan (ideiglenes jelöléssel 1965 YA) a Naprendszer kisbolygóövében található aszteroida. Bíbor-hegyi Obszervatórium fedezte fel 1965. december 20-án.